# إيتو إن
إيتو إن Ito En شركة يابانية متعددة الجنسيات، تختص بإنتاج وتوزيع ومبيعات الشاي.
وهي أكبر موزع للشاي في  اليابان.
تضم مجموعة شركات إيتو إن فروعاً في اليابان والولايات المتحدة وأستراليا.
تشمل منتجاتها الشاي الأخضر وأوراق الشاي.
وهي رابع أكبر شركة مشروبات في اليابان بعد كوكاكولا وسانتوري وكيرين للمشروبات.
تأسست عام 1966 ومقرها في طوكيو.